# 上杉智世
上杉 智世（うえすぎ ともよ、1988年6月28日 - ）は、日本のタレント、元グラビアアイドル。埼玉県出身。エクセルヒューマンエイジェンシーに所属していたが、2017年末を以って芸能活動休止となった。

## 来歴
- 「橋本 千恵」名義でグラビアモデルとして活躍した後、2011年11月に現在の芸名に変えてグラビアデビュー[1]。
- 2017年12月31日、自身のブログでエクセルヒューマンエイジェンシーを退社、芸能活動を休止することを報告した[2]。

## 人物
- 趣味はヨガ・掃除。特技は書道・柔道（初段）・スキンケア自前調合。
- 以前同じ事務所に所属していた葉月ゆめとは、公私ともに大の仲良し。

## 出演

### TV
- テリー伊藤のTOKYOひとり暮らし娘（ひかりTV)
- 熱血☆投資学園！不安とタイマン本気の勝負（Act ON TV)
- ミセスマート (テレ玉）
- ヨクトビラ (テレビ大阪）
- 人生が変わる1分間の深イイ話（日本テレビ）
- 出没!アド街ック天国（テレビ東京）
- 踊る!さんま御殿!!SP（日本テレビ）
- バナナマンのテイテン（nottv)
- 中居正広の金曜日のスマたちへ（TBS）
- 月曜から夜ふかし（日本テレビ）
- ジェネレーション天国（フジテレビ）
- 独身貴族（フジテレビ）
- 衝撃ゴウライガン!!（テレビ東京）
- シャキーン!（NHK Eテレ）
- 駆け込みドクター!運命を変える健康診断（TBS）
- 温泉美女図鑑(エンタ!959)
- EXスーパーアイドルQUEEN(EXスポーツ)
- 怒涛の湯めぐりアワー(エンタ!959)
- 捜し屋★諸星光介が走る!7（TBS）
- ファミリーヒストリー（NHK総合）
- もっと温泉に行こう！！大歩危・祖谷温泉編（フジテレビ）
- ソレダメ!〜あなたの常識は非常識!?〜（テレビ東京）
- 爆報! THE フライデー（TBS）
- タモリ倶楽部（テレビ朝日）

### 映画
- サンブンノイチ（2014年4月1日公開）

### オリジナルビデオ
- ほんとにあった!! リアル都市伝説 怨念（2013年5月10日）
- マタギ・ウォー・Z（2013年8月9日）
- 元祖 お色気肝試し（2014年1月10日）

### 舞台
- Legend〜風のなかの塵〜　稲葉役[3]
- アクトレースCUP

### CM・広告
- シェイクウェイトG
- ヤーマン
- 銀のさら
- インターネットイニシアティブ
- アババイ

### Web
- ゆめとも グラビア研究ゼミ（2012年5月18日 - 2013年6月20日、シャテンTV）
- ZAK THE QUEEN 2012 1st STAGE「“女子大生”上杉智世、女体盛りに挑戦しました！」[4]
- ニコ生「U-23日本代表をみんなで応援しよう 決勝トーナメント 準々決勝」巫女役（2012年8月4日）
- 初打ち！CRルパン三世World is mine アシスタント ニコニコ動画
- ともともクリニック
- ゆめとも（2013年6月18日 - 、excel channel）
- DMMオークション
- 読みたガール365
- ガールズエンターテイメントBWH
- Photogenic Weekend RETURNS
- 4K-STAR
- OK!!「ぱちんこ 新鬼武者」ドキドキ実況
- EXスーパーアイドルQUEEN
- わいわい！えくせるず！
- 閃乱カグラ真夜中パイランドスペシャル〜女だらけの水上運動会〜（ニコニコ生放送）
- インスタントジョンソンのかわいこちゃーんNEO!

## 作品

### イメージビデオ
- 和美JIN（2012年5月23日、ギルド）
- 家庭教師 夢のプライベートレッスン（2012年9月28日、オルスタックピクチャーズ）
- 湯けむり温泉旅美人（2013年3月28日、オルスタックピクチャーズ）
- 混浴気分vol.10〜ともちゃんと密着温泉デート〜（2014年5月29日、オルスタックピクチャーズ）
- 濡れ肌（2016年2月19日、グラビジョン）

## 書籍

### 電子書籍
- 『禁断の放課後　上杉智世』（サークルチェンジ）
- 『【撮り卸し】激撮！！恥じらいガール 上杉智世～KAGEKIな美人お姉様～』（五百十）
- 『極上OL社内教育　上杉智世』（サークルチェンジ）
- 『【撮り卸し】激撮！！恥じらいガール 上杉智世～美人女体～』（五百十）
- 『イケないナースコール　上杉智世』（サークルチェンジ）
- 『オトナ女子校生放課後の教室で　上杉智世』（サークルチェンジ）
- 『「和美JIN」　上杉智世　デジタル写真集』（PAD）
- 『「和美JIN」　上杉智世　デジタル写真集　Vol.02』（PAD）
- 『上杉智世 水着（ライトイエロー）』（ブレーントラストカンパニー）
- 『上杉智世 オフィスレディ』（ブレーントラストカンパニー）
- 『上杉智世 ランジェリー』（ブレーントラストカンパニー）
- 『PHOTO SHOT ～ひめごと～ 上杉智世』（PAD）

### 雑誌
- Yha! Hip & Lip
- エキサイティングマックス! 2012年7月号
- 金のEX 2012年8月号
- 実話ナックルズ 2012年9月号
- 素っぴんDMM 2012年10月号[5]
- BUBKA　2012年11月号
- ホットウォータースポーツマガジン 2012年11月号[6]
- エキサイティングマックス! Special Vol.76